# Minderbroedersstraat (Leuven)
De Minderbroedersstraat is een straat in de Belgische stad Leuven. Ze verbindt de Parijsstraat met de Kapucijnenvoer, kruist de Waaistraat, de Onze-Lieve-Vrouwstraat en het Refugehof en overspant twee armen van de Dijle.

## Beschrijving
De Minderbroedersstraat vormde vanaf midden 12de eeuw een verbindingsweg tussen het stadscentrum en de buitenwijken. In de straat bevond zich een van de elf stadspoorten die van de eerste ringmuur deel uitmaakten. Vanaf de 13de eeuw maakte de groene uitgestrektheid van het terrein dat de straat omgaf plaats voor kloosters, in 1231 het Minderbroedersklooster, in de 16de eeuw het Kapucijnenconvent en in de 17de eeuw het Ursulinenklooster en het refugium van de Abdij van Park. Deze monumentale kloostergebouwen werden eind 18de eeuw afgebroken, maar kloosters bleven een belangrijk onderdeel van het straatbeeld aangezien er in de 19de eeuw nieuwe kloosters werden opgericht, waaronder het jezuïetenklooster, dat echter in de jaren 1950 ook verdween.
Ook de Leuvense universiteit breidde vanaf begin 18de eeuw haar infrastructuur uit in de Minderbroedersstraat, die vanwege de nabijheid van de stadskern en de nog talrijke onbebouwde terreinen een geschikte locatie vormde. Voornamelijk in de 19de eeuw kenden de universitaire bouwactiviteiten er een hoge vlucht, waardoor de architecturale impact van de universiteit er werd versterkt.
Ook de Boerenbond was vanaf haar oprichting in de Minderbroedersstraat aanwezig. In 1886 werd het terrein waar voordien het Minderbroederklooster was gelegen gedeeltelijk ingenomen door de Gilde van Ambachten en Neringen, een instelling waaruit later de Boerenbond is voortgekomen. In de jaren 1960 vernieuwde de Boerenbond haar hoofdkantoor in de Minderbroedersstraat, maar begin 21ste eeuw verhuisden de instellingen van de Boerenbond naar de Diestsevest. Begin 2004 werd een deel van het kantorencomplex tot studentenresidentie omgevormd en vervolgens werd het gebouw door de Katholieke Universiteit Leuven aangekocht en volledig tot studentenresidentie omgevormd (Residentie Mgr. Karel Cruysberghs).
In de Minderbroedersstraat bevinden zich ook verschillende privéwoningen, waarvan de oudste uit de 17de eeuw dateren.

## Gebouwen
Enkele opvallende gebouwen in de Minderbroedersstraat zijn:
- Eygen Heerd (nr. 5), dat uit het woonhuis en atelier van schilder Dirk Bouts zou ontstaan zijn, in 1871 door hoogleraar Paul Alberdingk Thijm werd gekocht en in in 1903 werd verkocht en sinds 1946 in bezit van de Katholieke Universiteit Leuven is en onder meer alumnivereniging Alumni Lovanienses huisvest
- Residentie Mgr. Karel Cruysberghs (nr. 6), studentenresidentie van de KU Leuven in het voormalige hoofdkantoor van de Boerenbond
- Sint-Pieterscollege (nr. 13), bestaande uit het voormalige hotel d'Onyn uit 1862, het voormalige hotel d'Udekem d'Acoz uit de 17de eeuw en een langs de Dijle uitgestrekte klassenvleugel uit 1892
- Justus Lipsiuscollege (nr. 15)
- Instituut voor Landbouwkunde (nr. 17), thans niet langer in bezit van de KU Leuven, maar kantoorruimte
- Instituut van de Goede Herder (nr. 21), studentenresidentie
- Voormalig beeldhouwersatelier (nr. 50), dat kunstenaar Frans Vermeylen in 1877 liet bouwen op een stuk grond dat hij in 1874 van de stad Leuven kocht en thans DIY Fietsatelier huisvest
- Huis Van Ophem (nr. 48), dat in de 17 de eeuw voor de prestigieuze patriciërsfamilie Van Ophem werd opgericht en sinds begin 21ste eeuw MATRIX [Centrum voor Nieuwe Muziek] huisvest[4]
- Monumentale classicistische toegangspoort tot de voormalige botanische tuin in 1771 opgetrokken, thans het enige restant van de eerste botanische tuin die begin 19de eeuw naar de overkant van de Kapucijnenvoer verhuisde (Hortus Botanicus Lovaniensis)

Het tweede straatgedeelte, van de Dijle tot de Kapucijnenvoer, wordt aan de pare zijde door de voormalige Sint-Rafaëlziekenhuis (20ste eeuw). Ook het voormalige Vesaliusinstituut (1877) en Pathologisch Instituut (1906) liggen in de Minderbroedersstraat.
Op de hoek van de Kapucijnenvoer en de Minderbroedersstraat ligt het voormalige anatomisch theater (1744). Naast het anatomisch theater stond het Godshuis de Vijf Wonden (1608-1813) en er tegenover het Godshuis van Heylwegen (1556-1799).

## Afbeeldingen

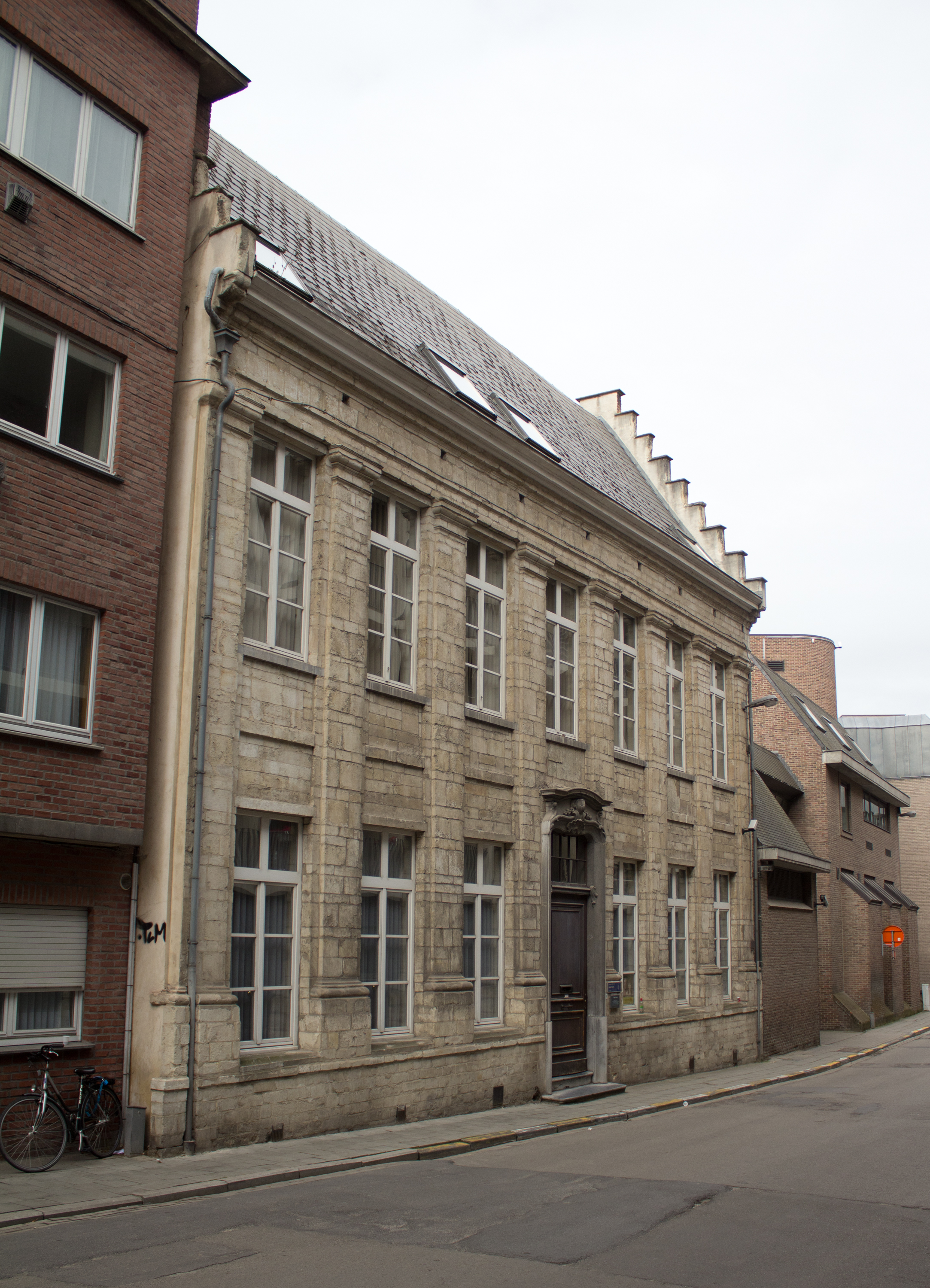
Eygen Heerd
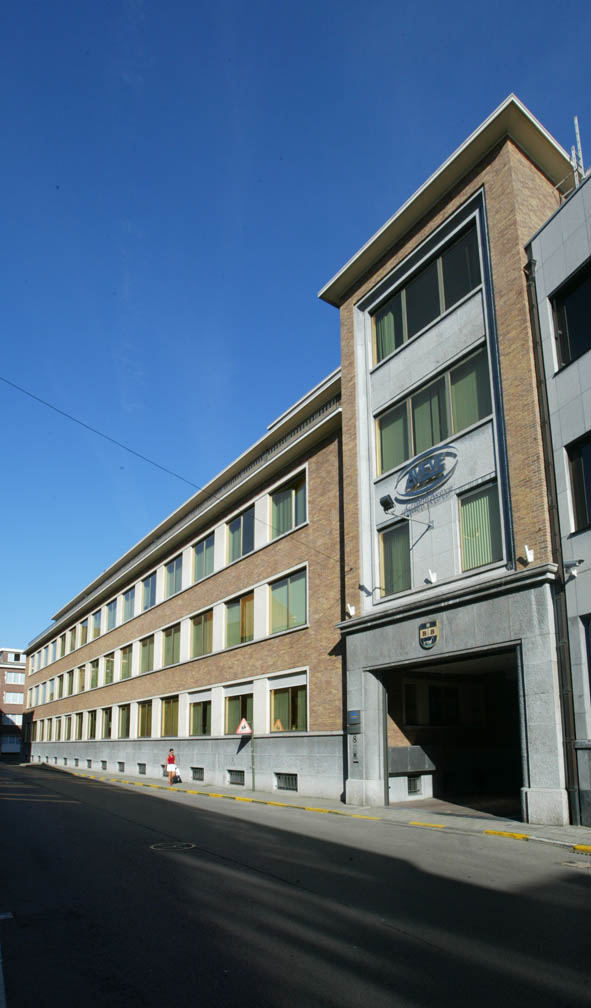
Residentie Mgr. Karel Cruysberghs
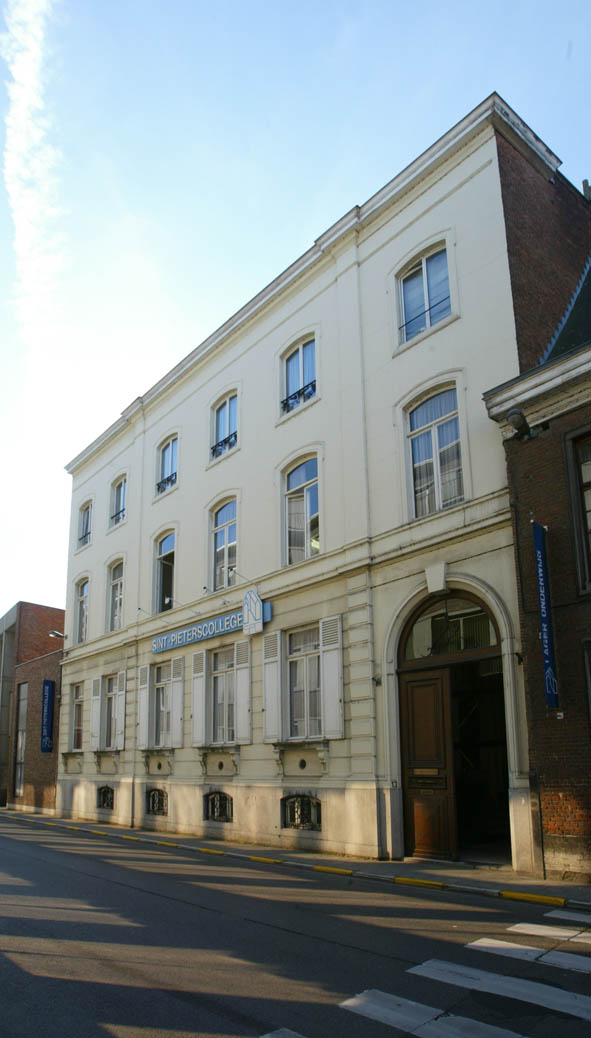
Hotel d'Onyn
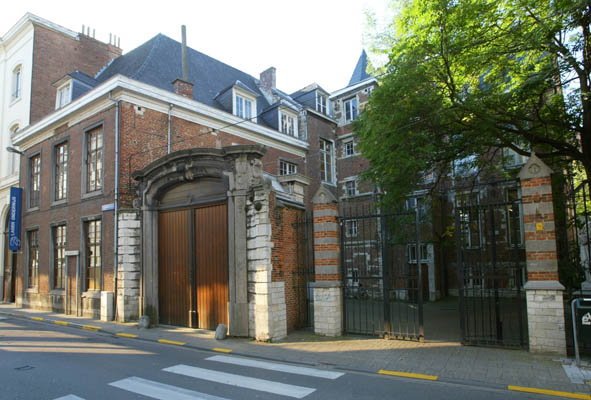
Hotel d'Udekem d'Acoz
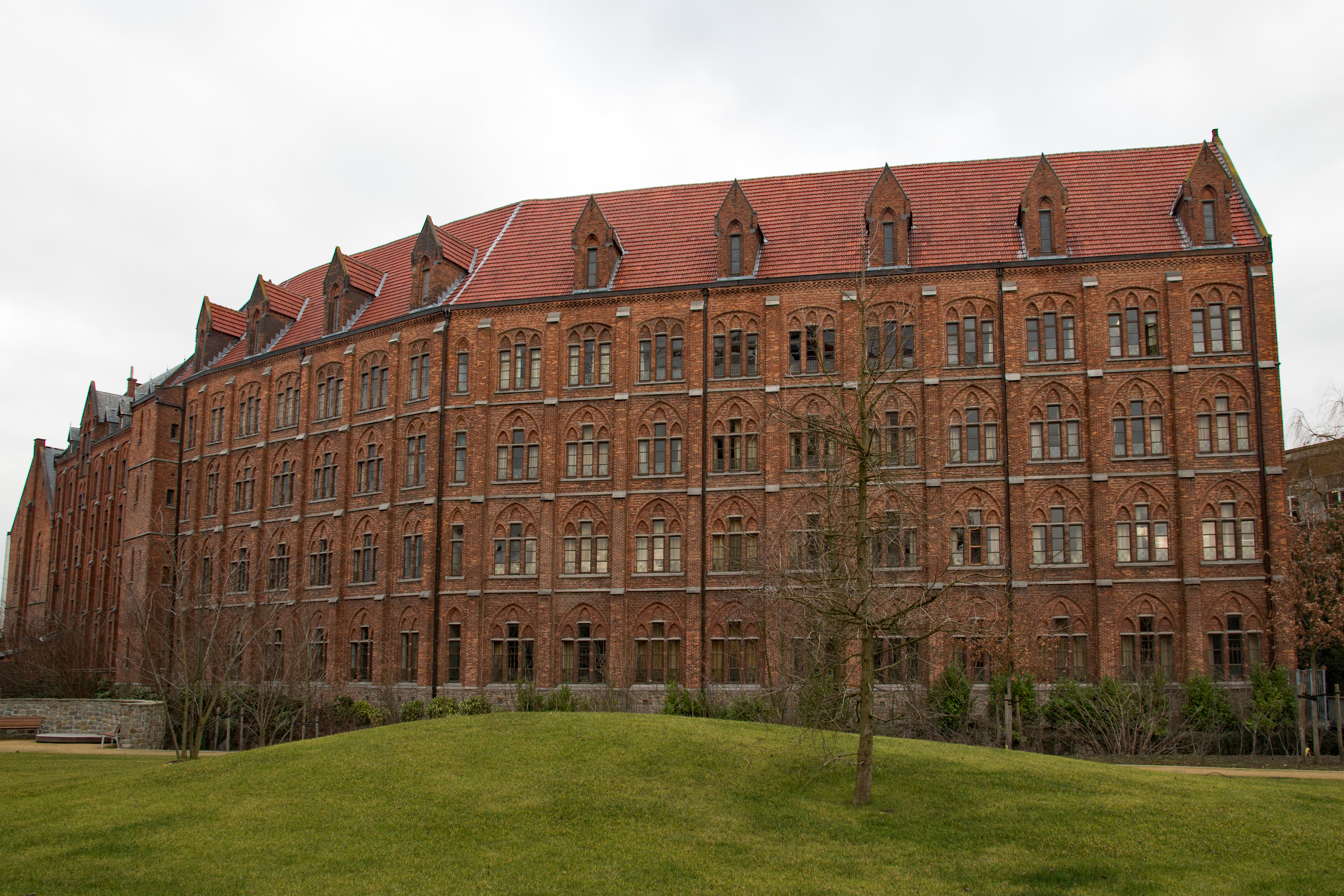
Justus Lipsiuscollege
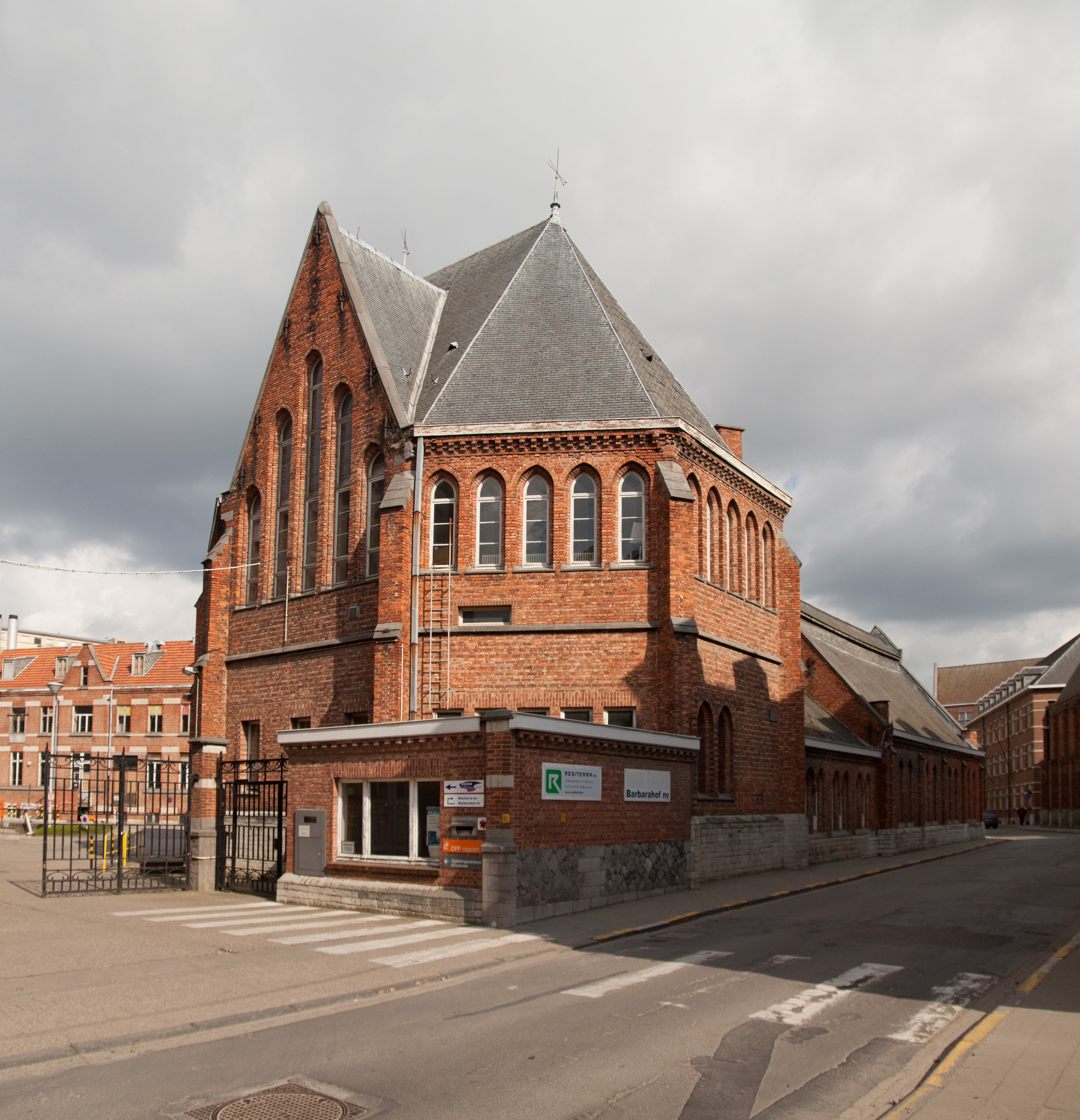
Vesaliusinstituut
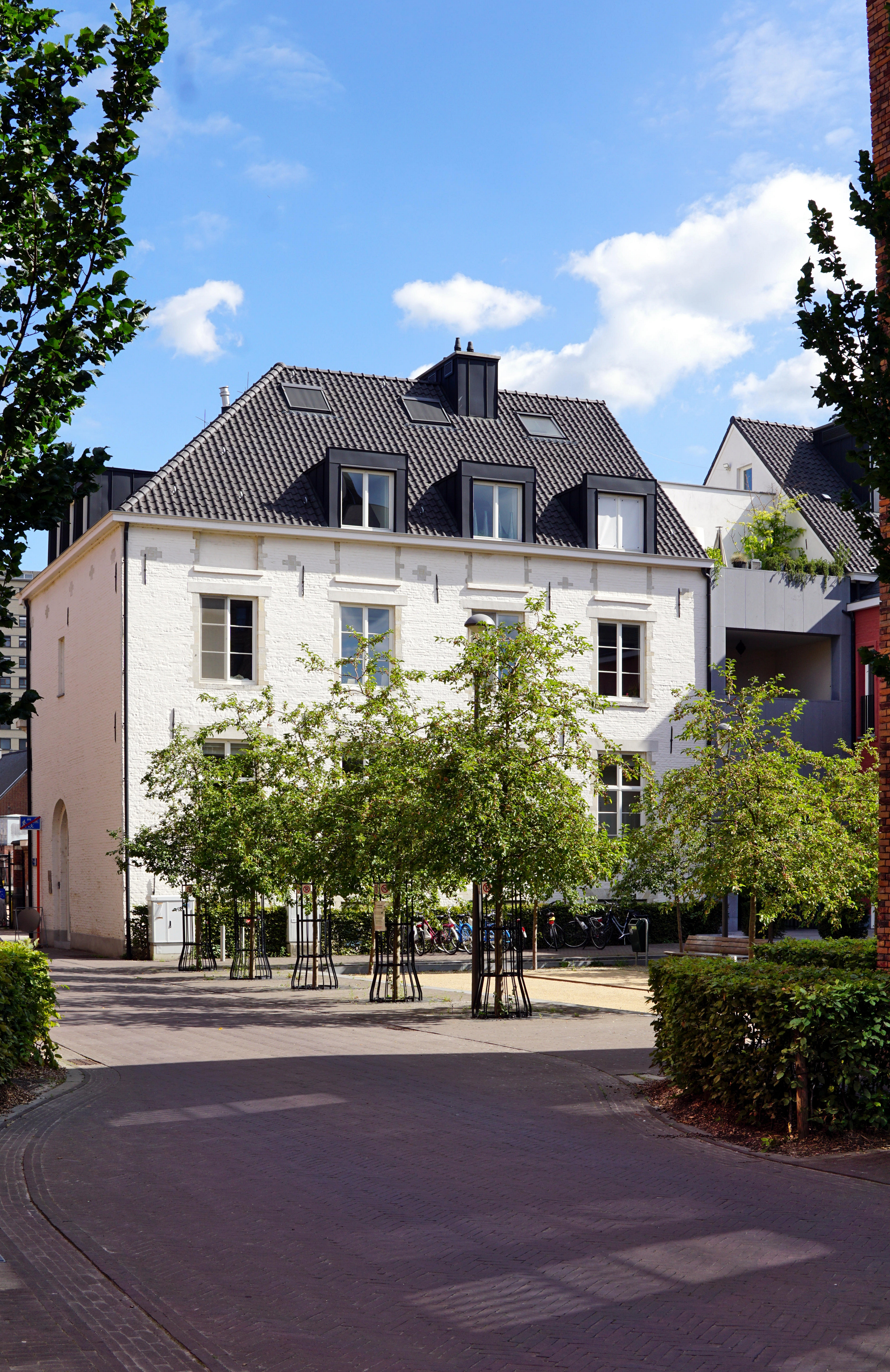
Achterzijde van het voormalige Instituut voor Landbouwkunde
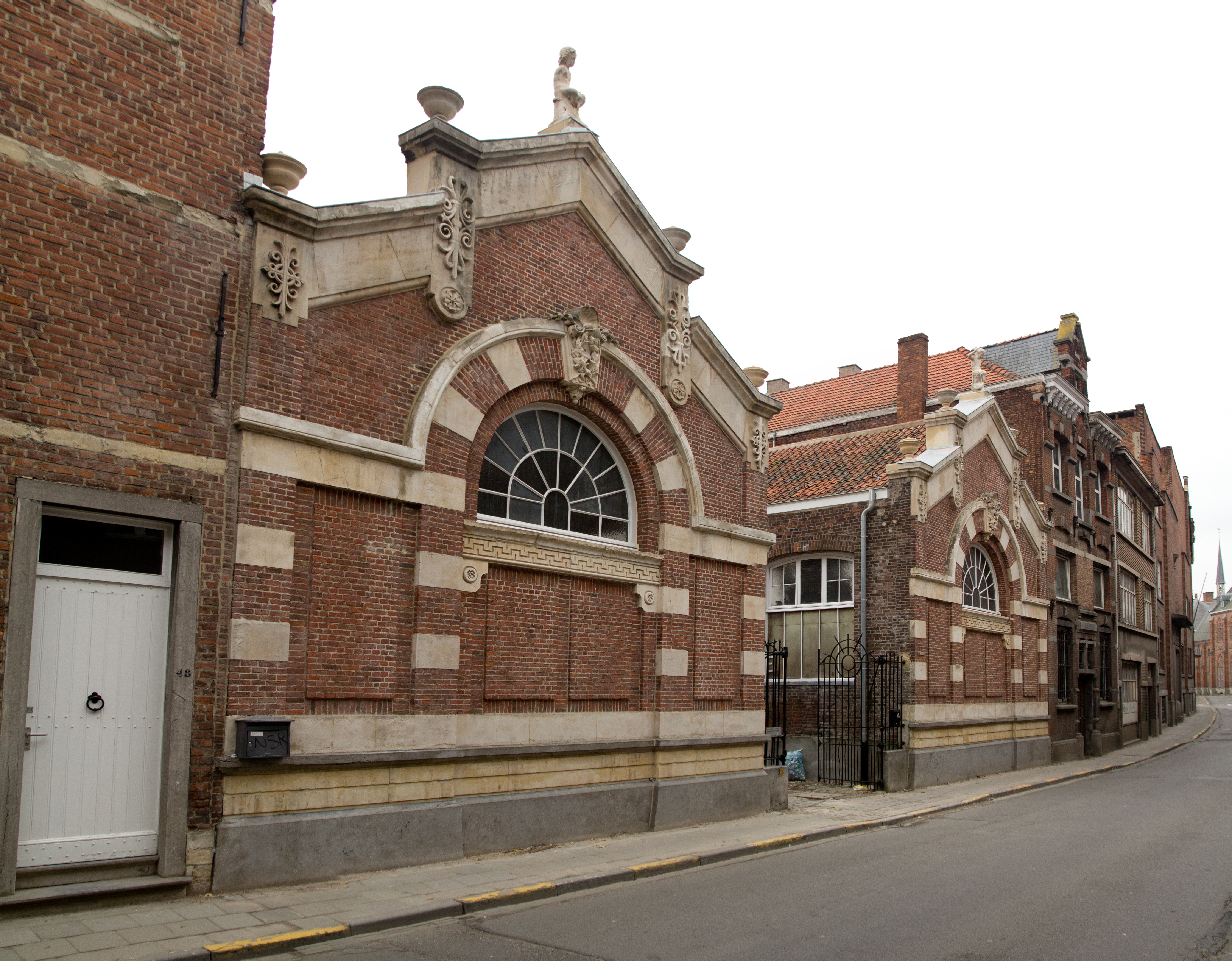
Voormalig beeldhouwersatelier van Frans Vermeylen
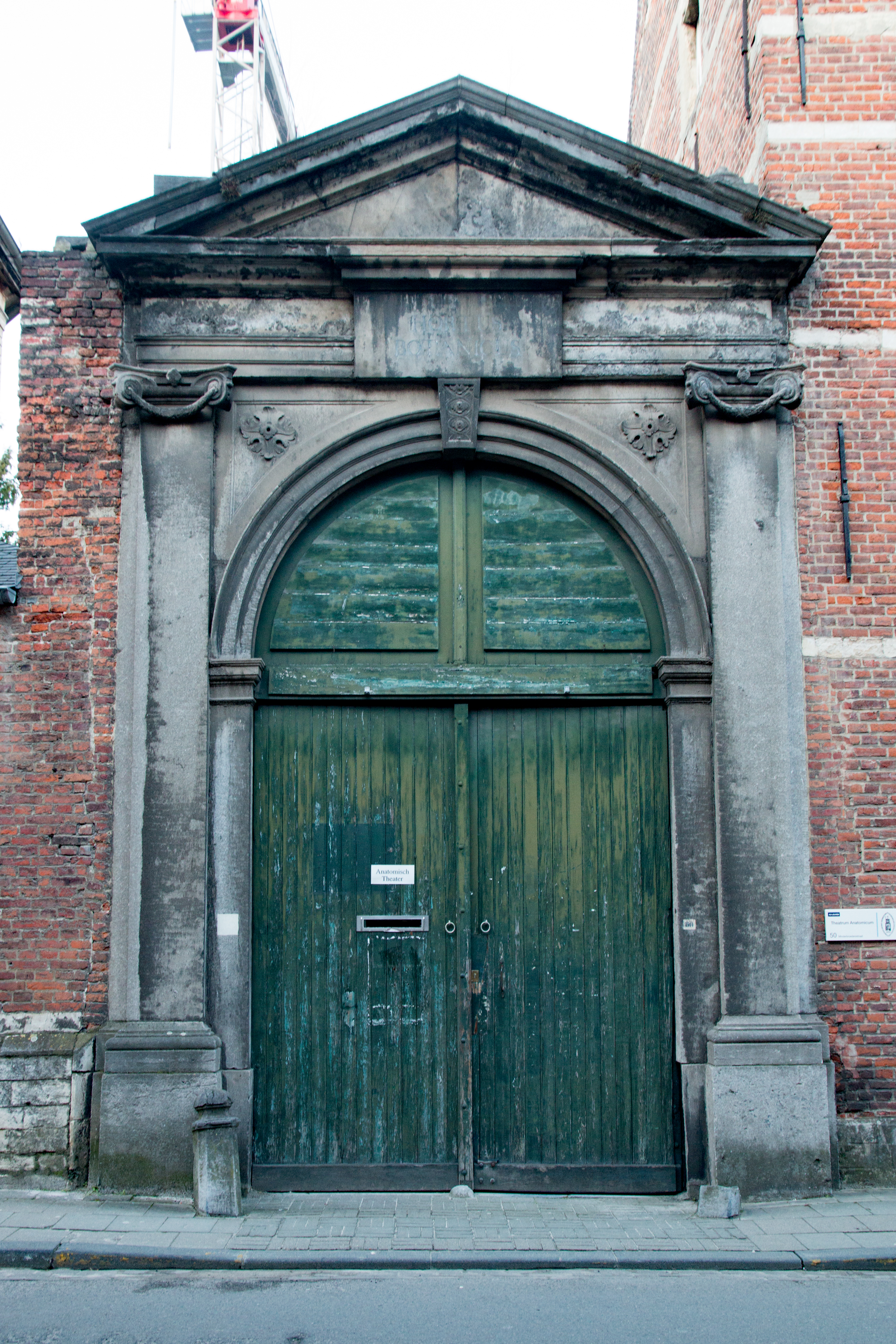
Toegangspoort tot de voormalige botanische tuin
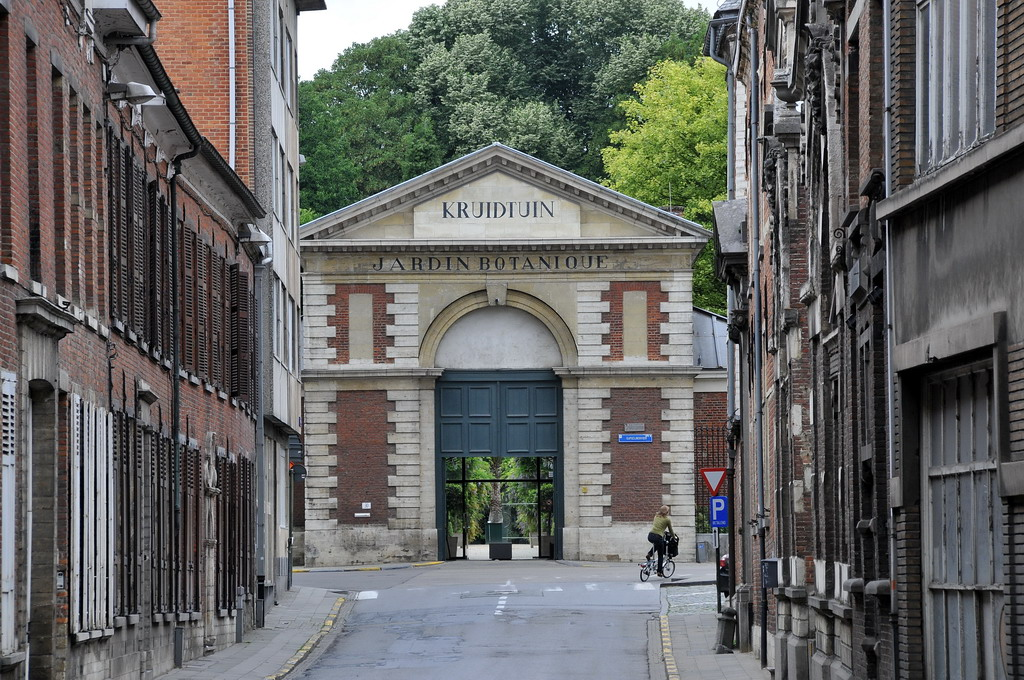
Zicht op de Hortus Botanicus Lovaniensis vanuit de Minderbroedersstraat